# 新しい世界
『新しい世界』（あたらしいせかい）は、1981年4月10日から1985年3月12日までNHK教育テレビジョンで放送されていた中学校1年生向けの学校放送（教科：社会科地理）である。

## 放送時間
いずれも日本標準時。別の時間帯での再放送あり。また、学校が長期休暇に入る時期には放送時間を変更していた。
| 期間                          | 放送時間                                                                           |
| ----------------------------- | ---------------------------------------------------------------------------------- |
| 1981年4月10日 - 1982年3月19日 | 金曜日 14:40 - 15:00                                                               |
| 1982年4月9日 - 1984年3月16日  | 金曜日 14:00 - 14:20                                                               |
| 1984年4月10日 - 1985年3月12日 | 火曜日 12:00 - 12:20 新作の放送は1985年2月26日まで。それ以降は過去の内容の再放送。 |

## 出演者
- 講師
  - 奥田義雄[1]
  - 山本茂
  - 西川大二郎
  - 寺阪昭信
- アシスタント
  - 佐藤ゆきこ[1]

## 放送リスト

### 1981年度
- 1981年04月10日 世界を結ぶ 1[2]
- 1981年04月24日 世界を結ぶ 2[2]
- 1981年05月08日 中国 1[2]
- 1981年05月22日 中国 2[2]
- 1981年06月05日 タイ[2]
- 1981年06月19日 インドネシア[2]
- 1981年07月03日 インド[2]
- 1981年09月04日 西アジアの国[2]
- 1981年09月18日 アフリカ中南部[2]
- 1981年10月02日 ヨーロッパ共同体 1[2]
- 1981年10月16日 ヨーロッパ共同体 2[2]
- 1981年10月30日 地中海沿岸の国[2]
- 1981年11月13日 ソビエト連邦[2]
- 1981年11月27日 東ヨーロッパの国[2]
- 1981年12月11日 アメリカ 1[2]
- 1982年01月22日 アメリカ 2[2]
- 1982年02月05日 ブラジル[2]
- 1982年02月19日 ニュージーランド[2]
- 1982年03月05日 世界の中の日本[2]

### 1982年度
- 1982年04月09日 わたしたちと世界[3]
- 1982年04月23日 中国 1[3]
- 1982年05月07日 中国 2[3]
- 1982年05月21日 フィリピン[3]
- 1982年06月04日 マレーシア[3]
- 1982年06月18日 インド[3]
- 1982年07月02日 サウジアラビア[3]
- 1982年09月03日 アフリカの国[3]
- 1982年09月17日 イギリス[3]
- 1982年10月01日 フランス[3]
- 1982年10月15日 スウェーデン[3]
- 1982年10月29日 ソビエト連邦[3]
- 1982年11月12日 東ヨーロッパの国[3]
- 1982年11月26日 アメリカ合衆国 1[3]
- 1982年12月10日 アメリカ合衆国 2[3]
- 1983年01月14日 メキシコ[3]
- 1983年01月28日 ブラジル[3]
- 1983年02月18日 南太平洋の島々[3]
- 1983年03月04日 世界の中の日本[3]

### 1983年度
- 1983年04月15日 世界のくらし[4]
- 1983年05月06日 中国 1[4]
- 1983年05月20日 中国 2[4]
- 1983年06月03日 ビルマ[4]
- 1983年06月17日 インドネシア[4]
- 1983年07月01日 インド[4]
- 1983年07月15日 西アジアの国[4]
- 1983年09月02日 アフリカ中南部[4]
- 1983年09月16日 フランス[4]
- 1983年10月07日 ベネルックス3国[4]
- 1983年10月21日 スペイン[4]
- 1983年11月04日 東欧の国[4]
- 1983年11月18日 ソビエト連邦[4]
- 1983年12月02日 アメリカ合衆国[4]
- 1983年12月16日 カナダ[4]
- 1984年01月13日 中央アメリカ[4]
- 1984年01月27日 アンデスの国[4]
- 1984年02月10日 オーストラリア[4]
- 1984年02月24日 南極 自然と資源[4]
- 1984年03月09日 世界と日本[4]

### 1984年度
- 1984年04月10日 わたしたちの世界[5]
- 1984年04月24日 中国[5]
- 1984年05月08日 タイ[5]
- 1984年05月22日 フィリピン[5]
- 1984年06月05日 インド[5]
- 1984年06月19日 西アジア・北アフリカ[5]
- 1984年07月03日 アフリカ中南部[5]
- 1984年09月04日 フランス 農村と農業の近代化[5]
- 1984年09月18日 西ドイツ 工業と都市の生活[5]
- 1984年10月02日 イタリア 国土開発[5]
- 1984年10月16日 北ヨーロッパの国[5]
- 1984年10月30日 東ヨーロッパの国 くらしぶりと産業[5]
- 1984年11月13日 ソビエト連邦 シベリアを中心に国土開発[5]
- 1984年11月27日 アメリカ合衆国 1 大規模農業[5]
- 1984年12月11日 アメリカ合衆国 2[5]
- 1985年01月08日 カナダ[5]
- 1985年01月29日 ブラジル 自然と生活[5]
- 1985年02月12日 ニュージーランド 暮らしぶりと農業[5]
- 1985年02月26日 世界と日本[5]